# Libera Trevisani Levi-Civita
Libera Trevisani Levi-Civita (Verona, 17 de maio de 1890 – Roma, 11 de dezembro de 1973) foi uma matemática italiana.

## Formação e carreira
Libera Trevisani obteve os níveis A do liceu clássico em 1908 no Liceu "Bernardino Telesio" de Cosenza. No ano acadêmico de 1908–1909 matriculou-se na Universidade de Pádua.
Em 1912 graduou-se na Universidade de Pádua, sob a orientação do matemático Tullio Levi-Civita, com uma dissertação intitulada Sul moto medio dei nodi nel problema dei tre corpi. Este trabalho estendeu as pesquisas de Levi-Civita sobre a existência de movimentos assintóticos médios, para um ponto representado pela solução genérica de um sistema linear com coeficientes periódicos, ao problema dos três corpos, sempre que este se refere à teoria da lua. Os resultados alcançados por Trevisani foram tão satisfatórios que seu mentor decidiu apresentá-los na reunião de 28 de abril de 1912 no Istituto Veneto di Scienze, Lettere ed Arti. A nota foi publicada nos Atti no mesmo ano.
Em abril de 1914 a jovem Libera Trevisani casou-se com seu mentor, Tullio Levi-Civita.:115–117
Em 1944 foi eleita presidente da FILDIS (Federazione Italiana Laureate e Diplomate di Istituti Superiori), que tinha sido dissolvida em 1935 pelo regime fascista. Ela permaneceu no cargo até 1953 e deu continuidade a iniciativas institucionais voltadas para o empoderamento das mulheres e a proteção dos direitos das mulheres. Em 1945 Libera tirou Susanna Silberstein do convento florentino onde seus pais a colocaram pouco antes de serem presos pelos nazistas e mais tarde ela a adotou.:131